# Polané (východní)

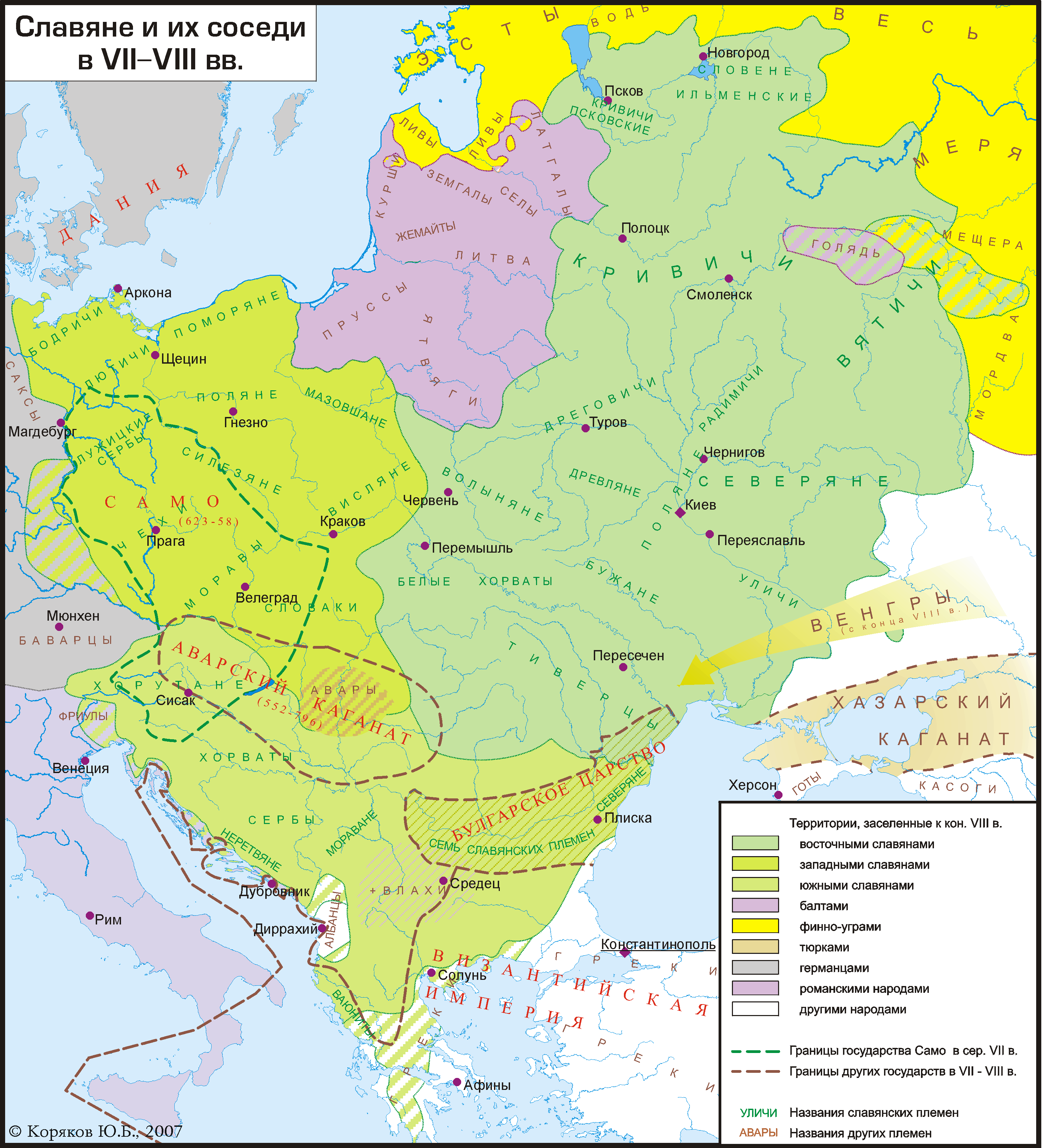
Mapa Slovanstva a jejich sousedů v 7.–8. století

Polané (ukrajinsky Поляни – Poljany) byli východoslovanský kmen, který mezi 6. a 9. stoletím obýval oba břehy řeky Dněpr mezi městy Ljubeč a Rodnija a také přítoky Dněpru, dolní toky řek Ros, Sula, Stuhna, Teteriv, Irpiň, Desna a Pripjať. Jejich jméno je odvozeno ze staroruského slova poljana („pole“) od jejich zvyku usazovat se na otevřených polích-pláních. Hráli ústřední roli při formování Kyjevské Rusi.

## Historie
Oblast osídlení Polanů ležela na křižovatkách území sousedních východoslovanských kmenů jako byli Drevljané, Radimiči, Dregoviči a Severjané a propojovala je sítí vodních cest. Přes toto území vedla severojižním směrem důležitá obchodní trasa, tzv. „Cesta od Varjagů k Řekům“, která spojovala Baltské a Černé moře. Využívali ji Varjagové při obchodu s Byzantskou říší. Po dlouhou dobu obývali tato území i Skythové, východní Gótové (Ostrogóti) zejména Danapirstadir (město na Danapiru – Dněpru, po příchodu Slovanů přejmenované na Kyjev) a Varjagové.
Staré kroniky shodně uvádějí, že socioekonomické vztahy byly v obcích Polanů v porovnání se sousedními kmeny vysoce rozvinuté. Polanům se také mezi ostatními východoslovanskými kmeny nejvíce připisuje místo ve staroruských bájích a jsou v nich považováni za přímé předchůdce Kyjevské Rusi s největším podílem na vzniku ruské státnosti. Kyj, jeden ze tří bratrů, kteří podle legendy uvedené v Kyjevském letopise založili hrazené město Kyjev, byl také údajně kníže kmene Polanů.
V 9. a 10. století již měli Polané dobře vyvinuté orné zemědělství, chov skotu, lovectví, rybářství, sběr medu a také řemeslnou výrobu, např. kovářství, slévačství kovů, hrnčířství, výrobu šperků atd. Tisíce předpolanských mohyl (kurhanů), které byly objeveny při archeologických pracích naznačují, že na tomto území byla vysoká hustota zalidnění. Bydleli v malých rodinách v polozakopaných zemljankách a nosili prosté šaty a jednoduché šperky. Před tím, než přijali křesťanství, své mrtvé spalovali a přes jejich hroby navršili mohylu.
V 9. století vládli Polanům Chazaři a Polané jim museli odvádět poplatky. Kolem roku 860 přišli do Kyjeva Varjagové (Vikingové) pod vedením Askolda a Dira, kteří ve městě zůstali a stali se prvními severními vládci Polánů. Začali obchodovat a podnikli několik úspěšných vojenských tažení proti Byzantské říši, Pečeněhům a Poločanům. Kolem roku 880, kníže Oleg dobyl Kyjev, zabil Askolda a Dira, přijal titul kyjevského knížete a sjednotil různé země pod kyjevskou vládou, což je začátek Kyjevské Rusi. Dříve dominantní Chazaři si podmanil kyjevský kníže Svjatoslav Chrabrý v roce 965, což v následujících letech znamenalo nadvládu Rusi (Polan) nad Chazary. Svjatoslav byl také prvním panovníkem se slovanským jménem, což naznačuje, že Varjagové přešli na kulturu kyjevských Slovanů. 
Největší města Polanů byla Kyjev, Perejaslav, Rodnija, Vyšhorod, Bilhorod na řece Irpiň (dnes vesnice Bilohorodka) a Kaniv (není jisté, zda všechny uvedené názvy měly stejný slovní základ s názvy v době Polanů). V 10. století se označení „Polané“ již nepoužívalo a nahradilo ho obecné „Rus“. Poslední písemná zmínka o Polanech jako kmeni je z roku 944.
V Kyjevském letopise se také píše: „…tito Slované odešli, usadili se na Visle a nazvali se Lachové. Někteří z těchto Lachů se pojmenovali Polané, jiní Lachové, Lutici, jiní Mazovšané, jiní Pomořané. A rovněž stejní Slované přišedše, usadili se i podél Dněpru a nazvali se Polané…“ Z tohoto důvodu se jeví jako pravděpodobné, že Polané západní a východní pocházejí původně z jednoho kmene.